# Església de la Preciosíssima Sang de Nostre Senyor Jesucrist (Roma)
L'Església de la Preciosíssima Sang de Nostre Senyor Jesucrist és un lloc de culte catòlic de Roma, seu de la parròquia homònima, al barri del Tor di Quinto, a Via Flaminia, 732/T.

## Història
La parròquia va ser erigida el 22 d'octubre de 1957 amb el decret del cardenal vicari Clemente Micara "Etsi antistitem", i pertany a la Prefettura XIII.
La parròquia rebé la visita de Sa Santedat Joan Pau II el 17 d'octubre de 1993, celebrant-hi la missa.

## El títol cardenalici
El títol cardenalici de Preciosíssima Sang de Nostre Senyor Jesucrist  (en llatí: Titulus Pretiosissimi Sanguinis Domini Nostri Iesu Christi) va ser creat pel Papa Benet XVI mitjançant la butlla Purpuratis Patribus del 24 de novembre de 2007.

### Cardenals titulars
- John Njue, des del 24 de novembre de 2007